# Lotto Soudal Ladies/2017
Deze pagina geeft een overzicht van Lotto Soudal Ladies in 2017.

## Rensters

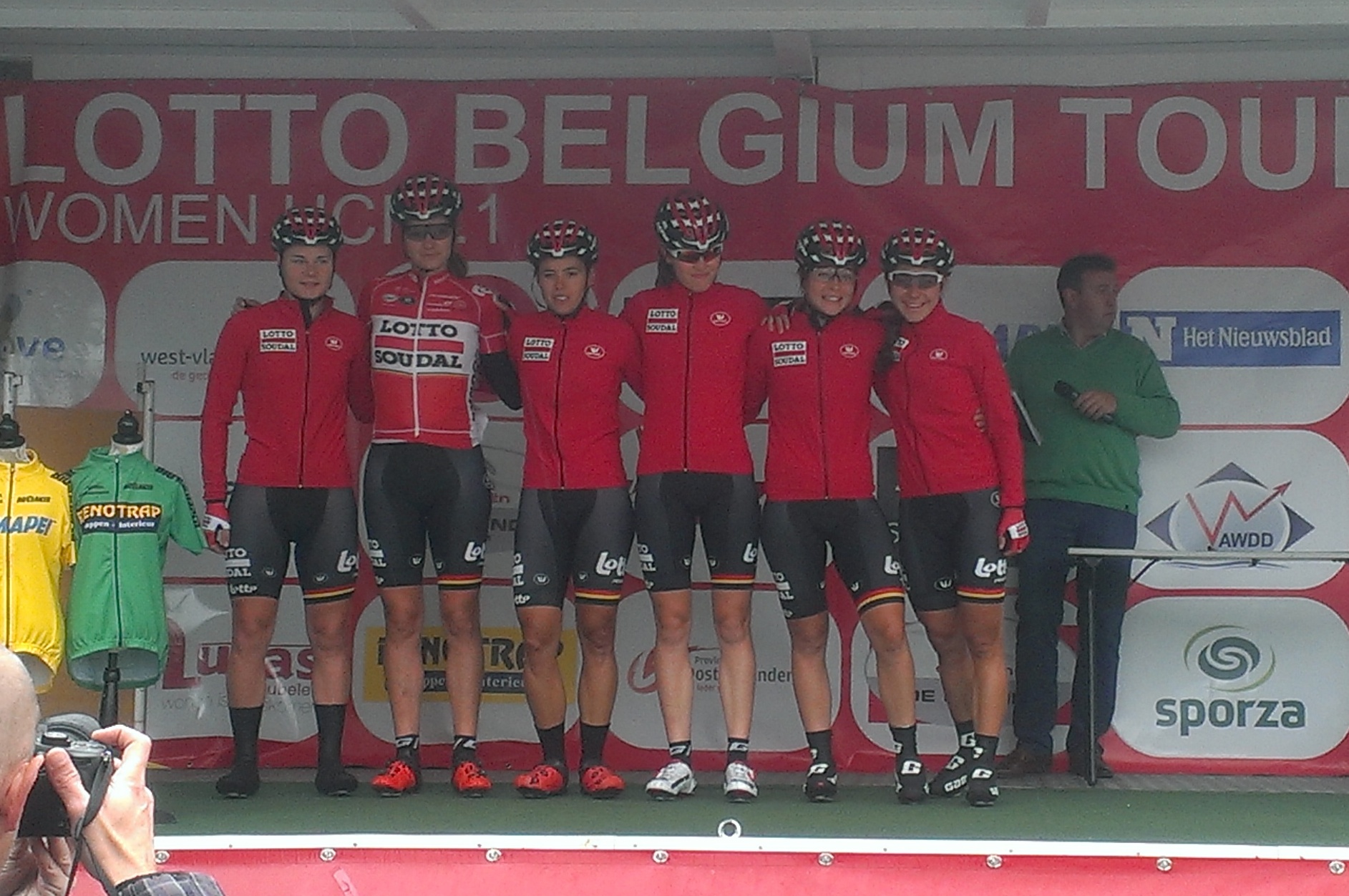
De ploeg in de Lotto Belgium Tour 2017.

| Naam                | Geboortedatum | Nationaliteit | Ploeg 2016             |
| ------------------- | ------------- | ------------- | ---------------------- |
| Isabelle Beckers    | 04-03-1983    | België        |                        |
| Jessie Daams        | 28-05-1990    | België        |                        |
| Élise Delzenne      | 28-01-1989    | Frankrijk     |                        |
| Annelies Dom        | 08-04-1986    | België        | Lensworld.eu - Zannata |
| Chantal Hoffmann    | 30-10-1987    | Luxemburg     |                        |
| An-Li Kachelhoffer  | 16-08-1987    | Zuid-Afrika   |                        |
| Anna Kiesenhofer    | 14-02-1991    | Oostenrijk    | Amateurs               |
| Lotte Kopecky       | 10-11-1995    | België        |                        |
| Puck Moonen         | 20-03-1996    | Nederland     | Neo                    |
| Trine Schmidt       | 03-06-1988    | Denemarken    | Team BMS BIRN          |
| Julie Van de Velde  | 02-06-1993    | België        | Neo                    |
| Kaat Van der Meulen | 22-06-1995    | België        | Lensworld.eu - Zannata |
| Fenna Vanhoutte     | 06-07-1997    | België        |                        |

2006 · 2007 · 2008 · 2009 · 2010 · 2011 · 2012 · 2013 · 2014 · 2015 · 2016 · 2017 · 2018 · 2019 · 2020 · 2021 · 2022 · 2023 · 2024